# Габор, Жа Жа
Жа Жа Га́бор (англ. Zsa Zsa Gabor /ˈʒɑːʒɑː ˈɡɑːbɔːr, ɡəˈbɔːr/; венг. Gábor Zsazsa, известная после девятого брака как Сари Принц фон Анхальт (англ. Sári Prinz von Anhalt), 6 февраля 1917 — 18 декабря 2016) — американская актриса и светская дама венгерско-еврейского происхождения.

## Биография
Жа Жа Габор, урождённая Ша́ри Га́бор (венг. Gábor Sári), родилась в семье венгерских евреев — Вилмоша и Джоли Габор. Отец её был гвардейским офицером, мать — артисткой. У неё было две сестры, Магда и Эва, которые впоследствии также стали актрисами. Своё имя, Шари (венгерский эквивалент Сары), она получила в честь венгерской актрисы Шари Федак, но, так как в детстве она не могла его выговорить, мать стала называть её Жа Жа. Её дедушка и бабушка со стороны матери — Йона Херш Тиллеман и Хане-Файге Рейнхарц — происходили из Дрогобыча и Болехова.
В 1936 году Габор победила на конкурсе «Мисс Венгрия», но была дисквалифицирована за обман при указании собственного возраста. Уже в том же году она отправилась в Вену, где её заметил тенор Рихард Таубер и пригласил петь роль субретки в своей новой оперетте «Der singende Traum» («Поющая мечта») в Венском театре.
Габор, как и большинству членов её семьи, удалось избежать преследований и уничтожения из-за своего еврейского происхождения благодаря своевременной эмиграции из страны. После развода с первым мужем, турецким дипломатом, в 1941 году Жа Жа Габор покинула Европу и последовала за сестрой в Голливуд. Вновь посетила Венгрию только в 1968 году.
Жа Жа Габор, кроме участия во многих кинофильмах, телепрограммах и многочисленных развлекательных представлениях, также стала одной из наиболее заметных звёзд светской жизни. Её чувство юмора, экстравагантность и склонность к громким скандалам и сенсациям позволили ей сохранить свою популярность вне зависимости от перипетий своей кинокарьеры.

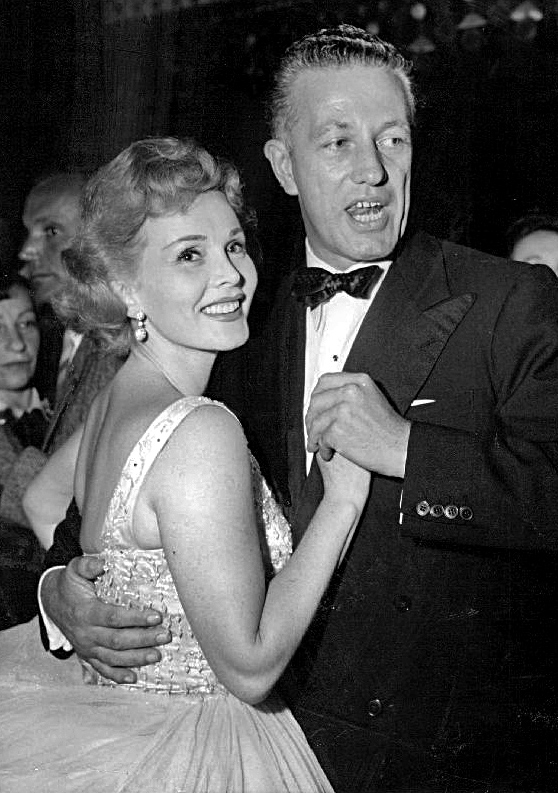
С Николосом Рэйем в 1953 году

В кино Габор дебютировала в 1952 году в романтической комедии «Мы не женаты!» с Джинджер Роджерс в главной роли. В том же году на экраны вышла знаменитая картина Джона Хьюстона «Мулен Руж», где Габор сыграла знаменитую танцовщицу Жанну Авриль. В дальнейшие годы своей актёрской карьеры она была наиболее активна на телевидении, а в выходивших с её участием кинокартинах появлялась либо в эпизодах, либо в роли самой себя. Среди таких работ фильмы «Кошмар на улице Вязов 3: Воины сна» (1987), «Голый пистолет 2½: Запах страха» (1991), «Деревенщина в Беверли-Хиллз» (1992) и «Семейка Брэди 2» (1996).

### Проблемы с законом
14 июня 1989 года актриса дала пощёчину полицейскому из Беверли-Хиллз Полу Крамеру, когда тот остановил её за нарушение правил дорожного движения. Свои действия в суде она оправдывала тем, что полицейский превысил свои должностные обязанности и вёл себя очень грубо. В итоге она была признана виновной в нападении на полицейского и приговорена к 72 часам исправительных работ в тюрьме «Эль Сегундо» и штрафу в размере 13 тыс. долл.
Жа Жа Габор неоднократно высмеивала впоследствии этот инцидент. Так в фильме «Голый пистолет 2½: Запах страха» она появляется в начальных титрах, где её останавливает полицейская машина с сиреной. Тогда она выходит, шлёпает по сирене и возвращаясь в свою машину произносит: «И каждый раз, блин, как поеду в магазин, вот такая ерунда (Ach, this happens every fucking time when I go shopping)». А в фильме «Деревенщина в Беверли-Хиллз» она появляется в эпизодической роли стоящей у стены опознания в полицейском участке.

### Проблемы со здоровьем
27 ноября 2002 года актриса попала в автокатастрофу и пробыла в больнице до января следующего года, продолжив и после выписки курс физиотерапии. На момент аварии актриса была застрахована и впоследствии получила 2 млн. $ страховой выплаты.
7 июля 2005 года у Габор случился инсульт, подвергший большому риску её жизнь. Она была госпитализирована, ей сделали операцию, но спустя уже неделю её выписали и отправили домой для восстановления здоровья. В сентябре 2007 года Габор прошла повторный курс лечения, связанный с её инсультом.
В июле 2010 года Габор вновь оказалась в больнице после неудачного падения с кровати, приведшего к нескольким переломам тазобедренного сустава. Спустя пару дней, после успешной операции эндопротезирования, актриса была выписана. Летом 2010 года Габор ещё несколько раз госпитализировали в больницу в связи с ухудшением состояния, а 15 августа, когда она находилась в критическом состоянии, ей в палату был приглашён священник для проведения специальных обрядов в преддверии её возможной смерти. В конце августа Жа Жа Габор отказалась от проведения какого-либо дальнейшего лечения и выписалась домой, где решила провести свои последние дни в кругу родных.
12 ноября 2010 года в связи с ухудшением здоровья, вызванного появлением тромба в ноге, Габор вновь оказалась в больнице. Представитель актрисы Джон Бланшетт рассказал журналистам о том, что после обследования врачи обнаружили у 93-летней актрисы гангрену и приняли экстренное решение ампутировать конечность ниже колена.
В марте 2011 года Габор отказалась от ампутации второй ноги, после чего врачи оценили её шансы прожить ещё хотя бы год на 50 %. 23 марта, узнав о смерти своей давней подруги Элизабет Тейлор, она вновь была госпитализирована с сильнейшим гипертоническим кризом. 6 мая 2011 года актриса была срочно госпитализирована в реанимационное отделение лос-анджелесской больницы с тяжелейшими осложнениями пневмонии. Ей была подключена питательная трубка, а в конце месяца она неделю провела в коме.
Жа Жа Габор умерла 18 декабря 2016 года в медицинском центре им. Рональда Рейгана в Лос-Анджелесе от остановки сердца в возрасте 99 лет. Прощание с актрисой, на котором собралось около 100 человек, прошло в католической церкви Доброго Пастыря в Беверли-Хиллз 30 декабря 2016 года. Её прах был после погребён на Вествудском кладбище. 13 июля 2021 года Габор была перезахоронена в Будапеште, на мемориальном кладбище Керепеши, согласно её желанию вернуться обратно на родину.

## Личная жизнь
Жа Жа была девять раз замужем, семь раз разводилась, а один брак был аннулирован:
- Бурхан Бельге (1937—1941) (развод)
- Конрад Хилтон (10 апреля 1942—1947) (развод)
- Джордж Сандерс (2 апреля 1949 — 2 апреля 1954) (развод)
- Херберт Хатнер (5 ноября 1962 — 3 марта 1966) (развод)
- Джошуа С. Косден-мл. (9 марта 1966 — 18 октября 1967) (развод)
- Джек Райан (21 января 1975—1976) (развод)
- Майкл О’Хара (27 августа 1976—1982) (развод)
- Фелипе де Альба (13 апреля 1983 — 14 апреля 1983) (брак аннулирован)
- Фредерик Принц фон Анхальт (с 14 августа 1986 до конца жизни)

Жа Жа — единственная из сестёр Габор, родившая ребёнка. Согласно их биографической книге «One Lifetime Is Not Enough», беременность явилась следствием её изнасилования Конрадом Хилтоном. Её дочь, Франческа Хилтон, родилась 10 марта 1947 года, уже после развода матери с Хилтоном. В 2005 году от имени Габор был подан иск в Калифорнийский суд против Франчески Хилтон, в котором она обвинялась в воровстве и мошенничестве. Инициатором иска выступил муж Габор Фредерик Принц фон Анхальт, который в итоге был отклонён из-за неявки Габор в суд. Хилтон скончалась 5 января 2015 года от инсульта в 67-летнем возрасте. Габор так и не узнала о смерти дочери до своей собственной смерти 23 месяца спустя. Муж Габор скрывал от неё факт смерти дочери из-за боязни о её физическом и психическом состоянии.

## Известные выражения
Габор была известна своим остроумием. Среди наиболее известных шуток:
- об отношениях с экс-мужьями:

Я никогда не сердилась на мужчину настолько сильно, чтобы возвращать ему бриллианты.
Оригинальный текст (англ.)I never hated a man enough to give his diamonds back.

- о разводах

Я прекрасная домохозяйка: всякий раз, когда я бросала мужчину, хозяйкой его дома оставалась я.
Оригинальный текст (англ.)I am a marvellous housekeeper: Every time I leave a man I keep his house.

## Избранная фильмография
| Год  |    | Русское название                              | Оригинальное название                           | Роль                  |
| ---- | -- | --------------------------------------------- | ----------------------------------------------- | --------------------- |
| 1952 | ф  | Мы не женаты!                                 | We’re Not Married!                              | Ив Мелроуз            |
| 1952 | ф  | Мулен Руж                                     | Moulin Rouge                                    | Жанна Авриль          |
| 1953 | ф  | Лили                                          | Lili                                            | Розали                |
| 1953 | ф  | Враг общества № 1                             | L’Ennemi public nº 1                            | блондинка Лола        |
| 1956 | ф  | Смерть негодяя                                | Death of a Scoundrel                            | миссис Райан          |
| 1958 | ф  | Печать зла                                    | Touch of Evil                                   | владелица стрип-клуба |
| 1958 | ф  | Королева космоса                              | Queen of Outer Space                            | Таллиа                |
| 1965 | с  | Остров Гиллигана                              | Gilligan’s Island                               | Эрика Тиффани-Смит    |
| 1967 | с  | Бонанза                                       | Bonanza                                         | мадам Марова          |
| 1968 | с  | Бэтмен                                        | Batman                                          | Минерва               |
| 1978 | ф  | Вон Тон Тон — собака, которая спасла Голливуд | Won Ton Ton, the Dog Who Saved Hollywood        | «Лучшая актриса»      |
| 1980 | с  | Лодка любви                                   | The Love Boat                                   | Аннетт                |
| 1981 | с  | Как вращается мир                             | As the World Turns                              | Лидия Марлоу          |
| 1982 | с  | Тихая пристань                                | Knots Landing                                   | в роли самой себя     |
| 1987 | ф  | Кошмар на улице Вязов 3: Воины сна            | A Nightmare on Elm Street 3: The Dream Warriors | в роли самой себя     |
| 1989 | мф | Белоснежка 2: И жили они счастливо            | Happily Ever After                              | Цветик                |
| 1991 | ф  | Голый пистолет 2½: Запах страха               | The Naked Gun 2½: The Smell Of Fear             | в роли самой себя     |
| 1991 | с  | Принц из Беверли-Хиллз                        | The Fresh Prince of Bel-Air                     | Соня Ламор            |
| 1992 | ф  | Голая правда                                  | The Naked Truth                                 | стюардесса            |
| 1993 | ф  | Деревенщина в Беверли-Хиллз                   | The Beverly Hillbillies                         | в роли самой себя     |
| 1994 | с  | Пустое гнездо                                 | Empty Nest                                      | в роли самой себя     |

## Награды
- 1958 — «Золотой глобус» — «Самая гламурная актриса»